# Pieter Willem Botha
Pieter Willem Botha (Paul Roux, Estado Livre de Orange, 12 de janeiro de 1916 – Wilderness, Cabo Ocidental, 31 de outubro de 2006), mais conhecido como "P.W." ou Die Groot Krokodil (africâner para "O Grande Crocodilo"), foi primeiro-ministro da África do Sul entre 1978 e 1984 e Presidente-de-Estado (com poder executivo) de 1984 a 1989.
Botha foi pela primeira vez eleito para o parlamento em 1948, como representante da cidade de George, na actual província do Cabo Ocidental, pelo Partido Nacional. Em 1966 foi nomeado ministro da defesa pelo primeiro ministro Balthazar Johannes Vorster e, quando este se demitiu, em 1978, Botha foi eleito pelo parlamento para o substituir.
Devido ao seu percurso, Botha desenhou uma ambiciosa política para aumentar a capacidade militar da África do Sul. Tentou melhorar as relações com o ocidente, especialmente com os Estados Unidos, e reverter o regime de sanções económicas a que o país estava sujeito. Dentre as reformas, com a implementação de uma nova Constituição, estava uma que dava mais autonomia aos bantustões com a criação de duas novas casas legislavas — uma voltada para os mestiços (Casa dos Representantes) e outra para os indianos e seus descendentes (Casa dos Delegados) — para legislar sobre essas parcelas da população.
Durante seu período como Ministro da Defesa e, posteriormente, como Presidente de Estado, tentou tornar a África do Sul uma potência militar naquele continente, forçando aumentos de gastos em defesa, que alcançaram cerca de 20% do PIB nacional. Em cooperação com Israel, iniciou um programa nuclear secreto que fez o país possuir, até o início dos anos 1990, seis artefatos nucleares, quando estes foram destruídos. Nesse período, também, deu apoio a Jonas Savimbi, líder do grupo guerrilheiro União Nacional para a Independência Total de Angola (UNITA), que lutava contra o Estado angolano, apoiado naquele momento por guerrilheiros cubanos.
Seu último cargo público foi de Presidente de Estado, com poder executivo, que assumiu em 3 de Setembro de 1984, o que lhe deu amplo poder dentro do governo já que o cargo de primeiro-ministro havia sido extinto. Terminou seu mandato a 15 de Agosto de 1989, quando transmitiu o cargo para Frederik Willem de Klerk.